# Cidkija júdai király
Cidkija, vagy Cidqijáhu, eredetileg Mattanjá, magyar fordításokban Sedékiás vagy Zedekiás (héberül: צִדְקִיָּהוּ / Ṣiḏqiyyā́hû ['az Úrnak igazsága'], görögül: Ζεδεκίας [Zedekías], latinul: Sedecias), (Kr. e. 618 k. – Kr. e. 586 után) Júda utolsó királya Kr. e. 597-től Kr. e. 586-ig, uralkodása Jeruzsálem babiloni elpusztításával és a zsidók fogságba hurcolásával ért véget.

## Élete
Cidkija Jósiás király harmadik fiaként született. Unokaöccse, Jójákin trónfosztása után került a trónra. Uralkodása kilencedik évében, amikor egyiptomi támogatás reményében nyíltan is fellázadt Babilon ellen, a babiloni hadsereg ostrom alá vette Jeruzsálemet.

„17. És Babilónia királya Mattaniát [...] tette [...] királlyá, és nevét Sédékiásra változtatta.
18. Huszonegy esztendős volt Sédékiás, mikor uralkodni kezdett, és tizenegy esztendeig uralkodott Jeruzsálemben; az ő anyjának neve Hamutál, a Libnából való Jeremiás leánya.
19. És gonoszul cselekedék az Úr szemei előtt mind a szerint, a mint Jóákim cselekedett volt;”

– 2Kir, 24:17–20

Az ostrom ideje alatt Jeremiás próféta folytonosan azt hirdette, hogy türelemmel be kell hódolni a babiloni uralomnak, mert ez Isten akarata. A királyi hivatalnokok és a zsidó előkelők azonban ellene voltak, árulással vádolták és bebörtönözték.
Az ostrom hatodik hónapjában a babilóniaiak áttörték a városfalat, Cidkija és kísérete éjszaka a Jordán felé menekült, de hamar elfogták, és a szíriai Riblába, II. Nabú-kudurri-uszur színe elé vitték őket. Cidkija fiait szeme láttára megölték, magát mint vazallust megvakították, és láncra verve Babilonba vitték. Ott raboskodott haláláig.

„5. De a Káldeusok hada űzőbe vette a királyt, és utólérték őt Jerikhó mezején, és egész serege szétszóródott mellőle.
6. És elfogták a királyt, és elvitték őt Babilonia királyához Riblába, a hol ítéletet tartottak fölötte.
7. És Sédékiás fiait saját szeme láttára vágták le; Sédékiás szemeit pedig megvakították, és lánczokba verve vitték el őt Babilóniába.”

– 2Kir, 25:5–7

Jeruzsálemet lerombolták, a Templomot kirabolták és felgyújtották, a lakosságot pedig – a legszegényebbek kivételével – Babilonba hurcolták. Júda – Izraelhez hasonlóan – babiloni tartomány lett.

## Lásd még
- Rózsa Huba: Az Ószövetség keletkezése II. Szent István Társulat, Budapest, 2002.

| Előző uralkodó: Jójákin | Júda királya Kr. e. 597 – Kr. e. 586 | Következő uralkodó: nem volt |